# Behxahr
Behxahr (en persa, بهشهر, també Behshar, antigament Àixraf o Àixraf ol Belād) és una ciutat de l'Iran, de la província de Mazanderan, a 8 km de la costa de la mar Càspia i propera a la capital provincial Sari (56 km). La seva població estimada el 2005 és de 93.282. És capital d'un districte (buluk). El seu nom nom vol dir "ciutat celestial". Hi va viure Abbas I el Gran. La seva activitat és principalment agrícola i té també industria de producció d'oli vegetal (des de 1951) la més gran de l'Iran. En diverses excavacions durant el segle xx s'hi ha trobat una antiga necròpolis i alguns objectes. Abbas Abad, antic palau reial, és ara un lloc turístic.

## Història
Inicialment era una vila sense importància amb el nom de Kharkuran, però Abbas I el Gran hi va fundar una nova ciutat el 1612/1613. Inicialment només eren un conjunt de granges rodejant el palau, però les residències reials es van ampliar i van arribar a ser sis edificis:
- Bagh-i Shahi
- Imarat-i Shahib-i Zaman
- Haram
- Khalwat
- Bagh-i Tappa
- Imarat-i Cashma

Al seu entorn va sorgir una vila. Al segle xviii la vila i residència reial foren saquejades pels afgans i més tard pels zand. Nàdir-Xah Afxar va fer reconstruir un edifici i sota Muhammad Ahmad Qadjar es van fer altres reparacions, però les restes dels edificis imperials foren enderrocats pel governador de Mazanderan Muhammad Khan Sawadkuh. La vila va quedar deshabitada. Aga Muhammad Khan s'hi va refugiar quan es va escapar dels zand i va fer reconstruir la vila el 1779/1780. El 1826 tenia 500 cases, i 845 el 1859, i més de 1200 el 1874.